# رابرت زولیک
رابرت زولیک (به انگلیسی: Robert Zoellick)، (زاده ۲۵ ژوئیه ۱۹۵۳)، یازدهمین رئیس بانک جهانی از ژوئیه ۲۰۰۷ تا ژوئن ۲۰۱۲ و سابقاً فرد شماره دو وزارت امور خارجه ایالات متحده آمریکا که تحصیل کرده رشته حقوق از دانشگاه هاروارد است.
زولیک متخصص دیپلماسی و تجارت بین‌المللی است. او به نمایندگی از آمریکا در اجلاس تجاری دوحه حضور یافته و مذاکراتی را نیز با نمایندگان سایر کشورهای جهان در این اجلاس به انجام رساند.
وی همچنین در مقام معاون وزیر امور خارجه آمریکا به عنوان دستیار ارشد کاندولیزا رایس از فوریه ۲۰۰۵ تا ژوئن سال ۲۰۰۶ انجام وظیفه کرد. همچنین پیشتر نیز نماینده تجاری آمریکا بود (۲۰۰۵–۲۰۰۱) و دارای سمت معاون مدیرعامل در بانک سرمایه‌گذاری گلدمن ساکس بوده است.
رابرت زولیک توسط جورج بوش و به دنبال یک رسوایی مالی، جانشین پال ولفوویتز شد که از سال ۲۰۰۵ ریاست بانک جهانی را در اختیار داشت. زولیک که به مدت ۵ سال به ریاست بانک جهانی منصوب شده بود در سال ۲۰۱۲، ریاست بانک جهانی را تحویل جیم یونگ کیم داد.
بنا بر عرف، دولت آمریکا، رئیس بانک جهانی و اروپا هم رئیس صندوق بین‌المللی پول را تعیین می‌کند.